# IECD
L'IECD, sigle pour Institut Européen de Coopération et de Développement, est une association à but non lucratif créée en 1988 à Strasbourg par des entrepreneurs et universitaires, dont Xavier Boutin. Elle a été reconnue d'utilité publique en 2010.
L'IECD crée des projets de formation professionnelle dans les pays où les populations sont en difficulté, l'IECD commence à s'implanter au Madagascar et au Liban en 1989, puis au Cameroun en 1992, puis étend ses actions dans l'Afrique subsaharienne, au Proche-Orient, dans l'Amérique Latine en 1994 et dans l'Asie du Sud-Est en 2004,. Par exemple, au Vietnam, l'IECD soutient l’école La Boulangerie française qui a ouvert plusieurs établissements dans le pays et qui forme des Vietnamiens à la gastronomie française.

## Historique
En 1989, les premiers projets sont :
- Les travaux pour l’orphelinat Mar Seeman à Sabtieh au Liban.
- Aide à la création de l'IMRA, laboratoire de recherche médicale à Madagascar.
- Aide à la création d'un centre médico-sociale en Arménie.

En 1991, aide à la création de l'hôpital de Monkole au Congo.
En 1992, création des premières écoles familiales agricoles au Cameroun.
En 1993, financement public Européen et financement public du ministère des affaires étrangères au Liban.
En 1997, début des soutiens pour les petites entreprises au Cameroun.
En 2002, création d'une école hôtelière avec Pour un sourire d'enfant à Phnom Penh au Cambodge.
En 2006 :
- Création du programme de lutte contre la drépanocytose en RDC.
- Création du CERES à Madagascar[IECD 3].
- Agrandissement du secteur géographique pour le programme d'appui au TPE.

En 2007 :
- Création d'une délégation au Liban pour la région Proche-Orient.
- Création du programme « Graines d'Espérance » (GDE)[IECD 4].

En 2010 :
- L'association IECD est reconnue d'utilité publique[1].
- La formation du bac technique en électrotechnique est officialisée au Liban[IECD 5],[IECD 6].

En 2011 :
- Création du RED (Réseau Entreprises Développement)[4].
- Création des écoles hôtelières en Thaïlande (HCTC)[IECD 7] et à Madagascar (La Rizière)[IECD 8].

En 2013 :
- Mise en place du programme « Graines d'Espérance » (GDE) au Nigeria, Égypte, Maroc, Côte d'Ivoire, Vietnam[IECD 4].
- Mise en place du programme PASS (Programme d’Appui aux structures de santé) au Congo-Brazzaville[IECD 9].

En 2014, mise en place des activités d'appui à l'entrepreneuriat rural (APONH et TRANSFORM) au Cameroun et en Côte d'Ivoire.
En 2016, multiplication des actions (BRIDGES et formations courtes) en Syrie,.
En 2017 :
- L'IECD a plus de 200 collaborateurs.
- Au Liban, le programme MLL (projet Maharat Li Loubnan) permet le développement des formations courtes[5].
- Alexis Béguin est le nouveau directeur général[IECD 13].

En 2018 :
- L'IECD a 30 ans.
- Les personnes bénéficiaires sont plus de 200 000[réf. nécessaire].
- Le chiffre d'affaires est de plus de 12 millions d'euros[réf. nécessaire].

En 2023, Arnaud Britsch est le nouveau directeur général[réf. souhaitée].

### Sources primaires (IECD)
1. 1 2  « Nous connaître : L'IECD en bref », sur iecd (consulté le 15 février 2019)
2. ↑  « L'IECD en bref : Dates clés », sur iecd (consulté le 16 février 2019)
3. ↑  « Madagascar - Programme CERES : Centres d'Education et de Renforcement Scolaire », sur iecd (consulté le 19 février 2019)
4. 1 2  « Programme "Graines d'Espérance" (GDE) Archives », sur iecd (consulté le 27 février 2019)
5. ↑  « Les formations en électrotechnique au Liban », sur iecd, 13 décembre 2016 (consulté le 27 février 2019)
6. ↑  « LIBAN - Former les jeunes aux métiers de l’électrotechnique », sur iecd (consulté le 27 février 2019)
7. ↑  « THAÏLANDE : L’école hôtelière HCTC de Mae Sot », sur iecd (consulté le 27 février 2019)
8. ↑  « MADAGASCAR : École hôtelière "La Rizière" à Fianarantsoa », sur iecd (consulté le 27 février 2019)
9. ↑  « CONGO-BRAZZAVILLE : Le Programme d’Appui aux Structures de Santé (PASS) », sur iecd (consulté le 27 février 2019)
10. ↑  « CAMEROUN / CÔTE D'IVOIRE - Le projet TRANSFORM », sur iecd (consulté le 27 février 2019)
11. ↑  « Le programme BRIDGES en Syrie est sur les rails ! », sur iecd, 10 mars 2017 (consulté le 27 février 2019)
12. ↑  « Le programme BRIDGES aide les jeunes syriens à développer leur activité », sur iecd, 18 janvier 2017 (consulté le 27 février 2019)
13. ↑  « Alexis Béguin - Directeur général », sur iecd (consulté le 6 avril 2019)